# 기니비사우의 국가
우리의 사랑스러운 조국(포르투갈어: Esta É a Nossa Pátria Bem Amada 에스타 에 아 노사 파트리아 벵 아마다[*])은 기니비사우의 국가로, 1974년 독립과 함께 제정되었다.
기니비사우의 정치인인 아밀카르 카브랄이 작사하고 중화인민공화국 출신의 작곡가인 샤오허가 작곡하였다. 카보베르데가 1996년에 현재의 국가를 제정하기 이전까지 사용했던 국가이기도 하다.

## 가사
1절
Sol, suor e o verde e mar,
Séculos de dor e esperança:
Esta é a terra dos nossos avós!
Fruto das nossas mãos,
Da flôr do nosso sangue:
Esta é a nossa pátria amada.
후렴
Viva a pátria gloriosa!
Floriu nos céus a bandeira da luta.
Avante, contra o jugo estrangeiro!
Nós vamos construir
Na pátria immortal
A paz e o progresso!
Nós vamos construir
Na pátria imortal
A paz e o progresso! paz e o progresso!
2절
Ramos do mesmo tronco,
Olhos na mesma luz:
Esta é a força da nossa união!
Cantem o mar e a terra
A madrugada e o sol
Que a nossa luta fecundou.

## 해석
1절
해, 달콤함, 푸름과 바다여,
고통과 희망의 세기여,
이 땅은 우리 조상의 것이라네.
우리 손의 과일이여,
우리 피의 꽃이여,
우리가 사랑하는 조국이여!
후렴
우리의 영광스런 땅이여 영원하라!
하늘 위 깃발이 펄럭이네
외국인의 멍에에 앞으로 나아가라!
우리는 평화와 진보를
지으러 가고 있다네
우리의 죽지 않는 땅이여
2절
똑같은 줄기를 가진 덩쿨이여
똑같은 빛을 내는 눈이여
연합의 힘이라네
바다와 땅이여
해가 뜨며 노래를 하네
그것은 우리의 투쟁이 낳은 과일이네